# Calamus laxissimus
Calamus laxissimus är en enhjärtbladig växtart som beskrevs av Henry Nicholas Ridley. Calamus laxissimus ingår i släktet Calamus och familjen Arecaceae. Inga underarter finns listade i Catalogue of Life.